# Emiliano Zapata, Nuevo Morelos
Emiliano Zapata är en ort i Mexiko.   Den ligger i kommunen Nuevo Morelos och delstaten Tamaulipas, i den centrala delen av landet, 300 km norr om huvudstaden Mexico City. Emiliano Zapata ligger 266 meter över havet och antalet invånare är 127.
Terrängen runt Emiliano Zapata är kuperad västerut, men österut är den platt. Terrängen runt Emiliano Zapata sluttar österut. Runt Emiliano Zapata är det glesbefolkat, med 12 invånare per kvadratkilometer. Närmaste större samhälle är Maitinez, 12,7 km sydväst om Emiliano Zapata. Omgivningarna runt Emiliano Zapata är en mosaik av jordbruksmark och naturlig växtlighet.